# Euphorbia ambovombensis

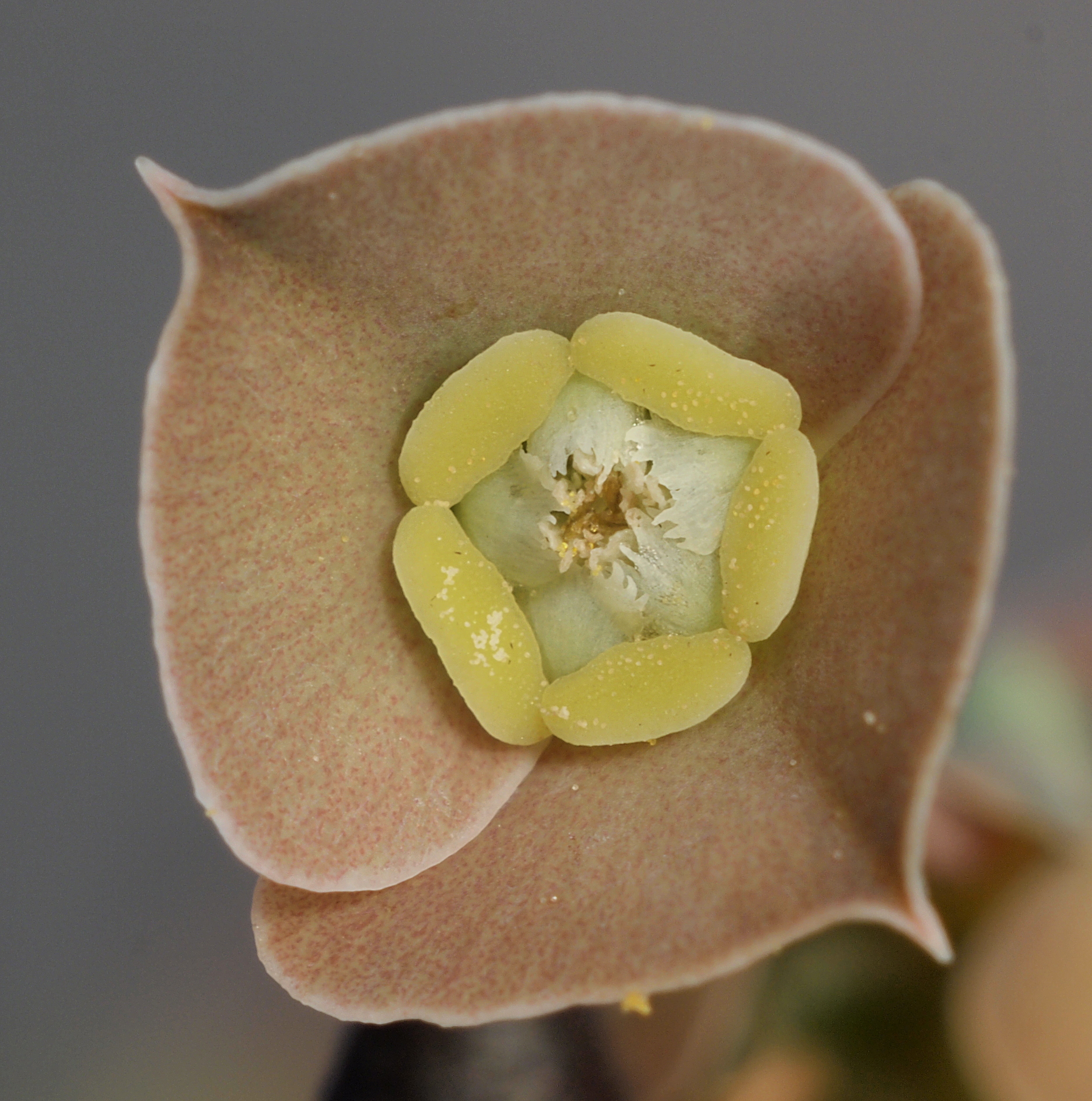
Blütendetail

Euphorbia ambovombensis ist eine Pflanzenart aus der Gattung Wolfsmilch (Euphorbia) in der Familie der Wolfsmilchgewächse (Euphorbiaceae).

## Beschreibung
Die sukkulente Euphorbia ambovombensis wächst als sehr kleiner Strauch aus einer knolligen Wurzel, die etwa 4 Zentimeter breit und 1 Zentimeter lang wird. Die wenigen, etwa 4 Millimeter dicken Triebe entspringen einer Basis und werden 10 bis 20 Zentimeter lang. Die lanzettlichen Blätter stehen in endständigen Rosetten an den Trieben und werden bis 5 Zentimeter lang und 1,5 Zentimeter breit. Sie sind fleischig, dunkelgrün gefärbt und werden am Ende der Vegetationszeit abgeworfen. Der Blattrand ist gewellt. Die Nebenblätter sind in kurze Borsten geschlitzt.
Der Blütenstand besteht aus wenigen Cymen, die 2- bis 3-fach gegabelt sind und auf langen Blütenstandstielen stehen. Die gerundeten und nickenden Cyathophyllen werden 3 Millimeter lang und 5 Millimeter breit und sind hell rostgelb gefärbt. Das Cyathium wird 5 Millimeter groß. Die Nektardrüsen sind gelb und der sitzende Fruchtknoten ist stumpf gelappt.

## Verbreitung und Systematik
Euphorbia ambovombensis ist endemisch im Süden von Madagaskar verbreitet. Die Art steht auf der Roten Liste der IUCN und gilt als gefährdet (Vulnerable).
Die Erstbeschreibung der Art erfolgte 1987 durch Werner Rauh und Alfred Razafindratsira.